# مارکوس فیزر
مارکوس فیزر (انگلیسی: Marcus Fizer؛ زادهٔ ۱۰ اوت ۱۹۷۸) بازیکن بسکتبال اهل ایالات متحده آمریکا است.

## حرفه
از باشگاه‌هایی که در آن بازی کرده‌است می‌توان به شیکاگو بولز، میلواکی باکس، نیو اورلینز پلیکانز، آستین توروس، و باشگاه بسکتبال مورسیا اشاره کرد.

## افتخارات
وی در مسابقات کشوری و بین‌المللی در مجموع برندهٔ ۱ مدال طلا شده‌است.